# Экютиньи
Экютиньи́ (фр. Écutigny) — коммуна во Франции, находится в регионе Бургундия. Департамент коммуны — Кот-д’Ор. Входит в состав кантона Блиньи-сюр-Уш. Округ коммуны — Бон.
Код INSEE коммуны — 21243.

## Население
Население коммуны на 2010 год составляло 103 человека.
| 1962 | 1968 | 1975 | 1982 | 1990 | 1999 | 2010 |
| ---- | ---- | ---- | ---- | ---- | ---- | ---- |
| 102  | 108  | 99   | 81   | 85   | 78   | 103  |

## Экономика
В 2010 году среди 67 человек трудоспособного возраста (15—64 лет) 51 были экономически активными, 16 — неактивными (показатель активности — 76,1 %, в 1999 году было 78,3 %). Из 51 активных жителей работали 48 человек (25 мужчин и 23 женщины), безработных было 3 (2 мужчин и 1 женщина). Среди 16 неактивных 5 человек были учениками или студентами, 10 — пенсионерами, 1 был неактивным по другим причинам.